# Podział administracyjny Kościoła katolickiego w Królestwie Polskim (1815–1918)

## Struktura Kościoła na obszarze Królestwa Polskiego w roku 1815
W granicach utworzonego w 1815 roku Królestwa Kongresowego znalazły się następujące diecezje lub ich fragmenty:
- z metropolii gnieźnieńskiej
  - diecezja płocka bez dekanatu górzeńskiego
  - z archidiecezji gnieźnieńskiej 458 parafii (na 607 parafii w całej diecezji) z archidiakonatów uniejowskiego, kaliskiego, gnieźnieńskiego, łęczyckiego, łowickiego, kurzelowskiego oraz terytorium wieluńskiego
  - z diecezji włocławskiej ok. 1/4 diecezji, bez archidiakonatu pomorskiego i kruszwickiego
  - z diecezji poznańskiej 3 parafie z dekanatu pyzdrskiego
- z metropolii lwowskiej
  - diecezja kielecka w całości
  - diecezja lubelska w całości
  - diecezja krakowska bez cyrkułów myślenickiego, sądeckiego i bocheńskiego oraz obszaru Rzeczypospolitej Krakowskiej (diecezja w 1807 włączona do metropolii lwowskiej, faktycznie od 1811 nie podlegająca jej jurysdykcji)
  - z diecezji przemyskiej dekanaty zamojski, hrubieszowski, tyszowiecki i tarnogrodzki – 36 parafii
- z diecezji podległych bezpośrednio Stolicy Apostolskiej
  - diecezja warszawska w całości
  - diecezja wigierska bez obwodu białostockiego

Przesłanki nowej organizacji kościelnej zawarte zostały w Konstytucji Królestwa Polskiego z 1815, której art. 14 przewidywał liczbę diecezji obrządku łacińskiego równą liczbie województw oraz jedną diecezję greckokatolicką. Ponadto konstytucja zakładała stworzenie arcybiskupstwa na obszarze Królestwa. Po trzyletnich negocjacjach papież Pius VII bullą Militantis Ecclesiae w dniu 12 marca 1818 utworzył w Warszawie archidiecezję warszawską. Następnie 6 października 1818 bullą Romani Pontifices nadał arcybiskupom-metropolitom warszawskim tytuł prymasa Królestwa Polskiego. Tenże papież bullą Ex imposita nobis z 30 lipca 1818 przydzielił metropolii warszawskiej 7 innych diecezji, których granice odpowiadały granicom ówczesnych województw. Diecezja krakowska obejmowała ponadto obszar Rzeczypospolitej Krakowskiej.

## Podział w latach 1818–1867
Podział na dekanaty w 1828
metropolia warszawska
Diecezje obrządku łacińskiego
- archidiecezja warszawska (20 dekanatów)
  - bialski
  - błoński
  - brzeziński
  - gąbiński
  - gostyniński
  - grójecki
  - kłodawski
  - kutnowski
  - łęczycki
  - łowicki
  - piaseczyński
  - rawski
  - siennicki
  - skierniewicki
  - sochaczewski
  - stanisławowski
  - strykowski
  - warecki
  - warszawski
  - zgierski
- diecezja krakowska (18 dekanatów oraz 4 dekanaty w Rzeczypospolitej Krakowskiej). Ukazem cara Mikołaja I z 22 marca 1842 część diecezji znajdująca się na obszarze Królestwa Polskiego otrzymała nazwę diecezja kielecko-krakowska.
  - andrzejowski
  - dzierzgowski
  - kielecki
  - kurzelowski
  - lelowski
  - miechowski
  - olkuski
  - opatowicki
  - pilicki
  - proszowicki
  - siewierski
  - skalbmierski
  - skalski
  - stopnicki
  - szydłowski
  - wawrzeńczycki
  - wiślicki
  - ksiąski
  - krakowski (w Rzeczypospolitej Krakowskiej)
  - czernichowski (w Rzeczypospolitej Krakowskiej)
  - nowogórski (w Rzeczypospolitej Krakowskiej)
  - bolechowicki (w Rzeczypospolitej Krakowskiej)
- diecezja kujawsko-kaliska (24 dekanaty), formalnie według bulli erygującej diecezja włocławska, czyli kaliska
  - brzeski
  - brzeźnicki
  - częstochowski
  - izbicki
  - kaliski
  - kolski
  - koniński
  - kowalski
  - krzepicki
  - lutomierski
  - nieszawski
  - piotrkowski
  - radomszczański
  - radziejowski
  - sompoliński
  - sieradzki
  - słupecki
  - stawski
  - stawiszyński
  - szadkowski
  - tuszyński
  - uniejowski
  - wieluński
  - wieruszowski
- diecezja płocka (17 dekanatów)
  - andrzejowski
  - bieżuński
  - ciechanowski
  - dobrzyński
  - lipnowski
  - makowski
  - mławski
  - ostrołęcki
  - płocki
  - płoński
  - przasnyski
  - pułtuski
  - raciąski
  - rypiński
  - wyszkowski
  - wyszogrodzki
  - zakroczymski
- diecezja lubelska (12 dekanatów)
  - chodelski
  - chełmski
  - hrubieszowski
  - kazimierski
  - krasnostawski
  - lubartowski
  - lubelski
  - tarnogrodzki
  - tyszowiecki
  - urzędowski
  - żaklikowski
  - zamojski
- diecezja sandomierska (17 dekanatów)
  - bodzentyński
  - jedliński
  - iłżecki
  - konecki
  - koprzywnicki
  - kozienicki
  - kunowski
  - opatowski
  - opoczyński
  - radomski
  - sandomierski
  - skrzyński
  - solecki
  - staszowski
  - szydłowiecki
  - zawichoski
  - zwoleński
- diecezja augustowska, czyli sejneńska (12 dekanatów)
  - augustowski
  - kalwaryjski
  - łozdziejski
  - łomżyński
  - mariampolski
  - olwicki
  - sapieżyński
  - sejneński
  - tykociński
  - wąsocki
  - wiski
  - wysocki
- diecezja podlaska, czyli janowska (11 dekanatów), ukazem cara Aleksandra II z 20 maja 1867 zniesiona i włączona do diecezji lubelskiej, przywrócona w dawnych granicach bullą Commissurum humilitati nostrae papieża Benedykta XV z 24 września 1918
  - bialski
  - garwoliński
  - janowski
  - liwski
  - łaskarzewski
  - łukowski
  - międzyrzeki
  - parczewski
  - siedlecki
  - stężycki
  - węgrowski

Diecezje obrządku greckokatolickiego
- diecezja chełmska – (21 dekanatów)
  - bialski (w województwie podlaskim)
  - chełmski (w województwie lubelskim)
  - dubieniecki (w województwie lubelskim)
  - grabowiecki (w województwie lubelskim)
  - horodelski (w województwie lubelskim)
  - hrubieszowski (w województwie lubelskim)
  - kodeński (w województwie podlaskim)
  - krasnostawski (w województwie lubelskim)
  - lubelski (w województwie lubelskim)
  - łosicki (w województwie podlaskim)
  - międzyrzecki (w województwie podlaskim)
  - parczowski (w województwie podlaskim)
  - sokołowski (w województwie podlaskim)
  - szczebrzeszyński (w województwie lubelskim)
  - tarnogrodzki (w województwie lubelskim)
  - tomaszowski (w województwie lubelskim)
  - tykociński (w województwie augustowskim)
  - tyszowiecki (w województwie lubelskim)
  - wisznicki (w województwie podlaskim)
  - włodawski (w województwie podlaskim)
  - zamojski (w województwie lubelskim)

## Podział w latach 1867–1918
Reforma administracyjna tworząca nowe gubernie oraz całkowicie nową sieć powiatów spowodowała wymuszenie przez władze carskie zmian w podziale organizacyjnym kościoła. Choć liczba diecezji i ich granice nie uległy zmianie, zmieniono podział dekanalny wedle ogólnej zasady, że granice dekanatów miały pokrywać się z granicami powiatów.
metropolia warszawska
Diecezje obrządku łacińskiego
- archidiecezja warszawska – 15 dekanatów (od 1879 – 14 dekanatów)
  - brzeziński (w guberni piotrkowskiej)
  - gostyniński (w guberni warszawskiej)
  - grodziski (w guberni warszawskiej)
  - grójecki (w guberni warszawskiej)
  - kutnowski (w guberni warszawskiej)
  - łęczycki (w guberni kaliskiej)
  - łódzki (w guberni piotrkowskiej)
  - łowicki (w guberni warszawskiej)
  - nowomiński (w guberni warszawskiej)
  - radzymiński (w guberni warszawskiej)
  - rawski (w guberni piotrkowskiej)
  - skierniewicki (w guberni warszawskiej)
  - sochaczewski (w guberni warszawskiej)
  - warszawski (w guberni warszawskiej)
  - góro-kalwaryjski (w guberni warszawskiej) – włączony w 1879 do grójeckiego
- diecezja kielecko-krakowska – 8 dekanatów, bullą Ut primum catholicae Ecclesiae papieża Leona XIII z 28 grudnia 1882 kielecką część diecezji odłączono ostatecznie od diecezji krakowskiej i utworzono z niej diecezję kielecką
  - kielecki (w guberni kieleckiej)
  - jędrzejowski (w guberni kieleckiej)
  - będziński (w guberni piotrkowskiej)
  - miechowski (w guberni kieleckiej)
  - olkukski (w guberni kieleckiej)
  - pińczowski (w guberni kieleckiej)
  - stopnicki (w guberni kieleckiej)
  - włoszczowski (w guberni kieleckiej)
- diecezja kujawsko-kaliska – 13 dekanatów
  - częstochowski (w guberni piotrkowskiej)
  - kaliski (w guberni kaliskiej)
  - kolski (w guberni kaliskiej)
  - koniński (w guberni kaliskiej)
  - łaski (w guberni piotrkowskiej)
  - radziejowski (w guberni warszawskiej)
  - noworadomski (w guberni piotrkowskiej)
  - piotrkowski (w guberni piotrkowskiej)
  - sieradzki (w guberni kaliskiej)
  - słupecki (w guberni kaliskiej)
  - turecki (w guberni kaliskiej)
  - wieluński (w guberni kaliskiej)
  - włocławski (w guberni warszawskiej)
- diecezja płocka – 12 dekanatów
  - ciechanowski (w guberni płockiej)
  - lipnowski (w guberni płockiej)
  - mławski (w guberni płockiej)
  - płocki (w guberni płockiej)
  - płoński (w guberni płockiej, od 1893 w warszawskiej)
  - przasnyski (w guberni płockiej)
  - rypiński (w guberni płockiej)
  - sierpecki (w guberni płockiej)
  - ostrołęcki (w guberni łomżyńskiej)
  - ostrowski (w guberni łomżyńskiej)
  - makowski (w guberni łomżyńskiej)
  - pułtuski (w guberni łomżyńskiej, od 1893 w warszawskiej)
- diecezja lubelska – 19 dekanatów
  - nowo-aleksandryjski (w guberni lubelskiej)
  - biłgorajski (w guberni lubelskiej, od 1912 w chełmskiej)
  - chełmski (w guberni lubelskiej, od 1912 w chełmskiej)
  - hrubieszowski (w guberni lubelskiej, od 1912 w chełmskiej)
  - janowski (w guberni lubelskiej)
  - krasnostawski (w guberni lubelskiej)
  - lubartowski (w guberni lubelskiej)
  - lubelski (w guberni lubelskiej)
  - tomaszowski (w guberni lubelskiej, od 1912 w chełmskiej)
  - zamoyski (w guberni lubelskiej, od 1912 w chełmskiej)
  - bialski (w guberni siedleckiej, od 1912 w chełmskiej)
  - garwoliński (w guberni siedleckiej, od 1912 w lubelskiej)
  - konstantynowski (w guberni siedleckiej, od 1912 w chełmskiej)
  - łukowski (w guberni siedleckiej, od 1912 w lubelskiej)
  - radzyński (w guberni siedleckiej, od 1912 w lubelskiej)
  - siedlecki (w guberni siedleckiej, od 1912 w lubelskiej)
  - sokołowski (w guberni siedleckiej, od 1912 w lubelskiej)
  - węgrowski (w guberni siedleckiej, od 1912 w łomżyńskiej)
  - włodawski (w guberni siedleckiej, od 1912 w chełmskiej)
- diecezja sandomierska – 7 dekanatów
  - sandomierski (w guberni radomskiej)
  - opatowski (w guberni radomskiej)
  - iłżecki (w guberni radomskiej)
  - kozienicki (w guberni radomskiej)
  - radomski (w guberni radomskiej)
  - opoczyński (w guberni radomskiej)
  - konecki (w guberni radomskiej)
- diecezja augustowska, czyli sejneńska – 11 dekanatów
  - augustowski (w guberni suwalskiej)
  - kalwaryjski (w guberni suwalskiej)
  - kolneński (w guberni łomżyńskiej)
  - łomżyński (w guberni łomżyńskiej)
  - mazowiecki (w guberni łomżyńskiej)
  - maryampolski (w guberni suwalskiej)
  - sejneński (w guberni suwalskiej)
  - suwalski (w guberni suwalskiej)
  - szczuczyński (w guberni łomżyńskiej)
  - władysławowski (w guberni suwalskiej)
  - wołkowyski (w guberni suwalskiej)

Diecezje obrządku greckokatolickiego
- diecezja chełmska – (12 dekanatów), na mocy ukazu carskiego z 5 lipca 1874 w roku 1875 zlikwidowana wraz z obrządkiem greckokatolickim i wcielona do prawosławnej diecezji warszawskiej, która przyjęła nazwę warszawsko-chełmskiej.
  - chełmski (w guberni lubelskiej, od 1912 w chełmskiej)
  - krasnostawski (w guberni lubelskiej)
  - zamojski (w guberni lubelskiej, od 1912 w chełmskiej)
  - hrubieszowski (w guberni lubelskiej, od 1912 w chełmskiej)
  - tomaszowski (w guberni lubelskiej, od 1912 w chełmskiej)
  - biłgorajski (w guberni lubelskiej, od 1912 w chełmskiej)
  - bialski (w guberni siedleckiej, od 1912 w chełmskiej)
  - włodawski (w guberni siedleckiej, od 1912 w chełmskiej)
  - konstantynowski (w guberni siedleckiej, od 1912 w chełmskiej)
  - radzyński (w guberni siedleckiej, od 1912 w lubelskiej)
  - sokołowski (w guberni siedleckiej, od 1912 w lubelskiej)
  - augustowski (w guberni suwalskiej)